# Paul Flora
Paul Flora (Glorenza, 29 giugno 1922 – Innsbruck, 15 maggio 2009) è stato un artista e illustratore italiano.

## Biografia
Trasferitosi già nel 1927 a Innsbruck con la famiglia, Flora ha studiato dal 1942 al 1944 con Adolf Schinnerer e Olaf Gulbransson all'Accademia delle belle arti di Monaco di Baviera. Nel 1948 è diventato socio dell'Art-Club di Vienna. Artisti come Alfred Kubin, Lyonel Feininger e Paul Klee sono stati suoi i punti di riferimento. Negli anni 50 è stato molto attivo come disegnatore e acquerellista, esponendo nel 1950
 e nel 1966
 alla Biennale di Venezia, nel 1952 al Tiroler Landesmuseum di Innsbruck e nel 1959 alla Kunsthalle di Brema. 
Nel 1949 ha inaugurato una collaborazione con il quotidiano Die Neue Zeitung, mentre dal 1957 al 1971, ogni settimana, ha illustrato l'attualità politica con delle vignette sul quotidiano di Amburgo Die Zeit.

## Selezione di mostre personali
- 1952 Tiroler Landesmuseum Ferdinandeum , Innsbruck
- 1956 Wiener Secessionsgebäude, Vienna
- 1957 Galleria Würthle, Vienna
- 1950 Biennale di Venezia
- 1959 Kunsthalle di Brema
- 1964 Galleria nel Taxispalais, Innsbruck
- 1971 Galleria Il Milione, Milano
- 1972 Suermondt-Ludwig-Museum, Aquisgrana
- 1976 Museo di Grénoble
- 1984 Museum für Kunst und Gewerbe, Amburgo
- 1989 Albrecht-Dürer-Haus, Norimberga
- 1992 Museo storico di Vienna
- 1993 Museion, Bolzano
- 1997 Accademia bavarese delle belle arti, Monaco di Baviera
- 2002 Palais Harrach, Vienna
- 2011 Paul-Flora Museum, Tauferer Tor, Glorenza

## Selezione di mostre collettive
- 1950 Biennale di Venezia
- 1962 Österreichisches Kulturinstitut in Paris und im Kunstkreis Hameln
- 2007 Essl Museum - Kunst der Gegenwart